# Kleine Kerkje (Eygelshoven)
Het Kleine Kerkje is een kerkgebouw in Eygelshoven in de gemeente Kerkrade in de Nederlandse provincie Limburg. Het kerkje staat op een kerkberg omgeven door een muur en rond de kerk staan tegen de kerkmuur enkele oude stenen kruisen. Het ligt aan de straten Kerkberg en Torenstraat en aan de kruising van de wegen Brunssum-Herzogenrath en Eygelshoven-Schaesberg-Heerlen.
De kerk was gewijd aan Johannes de Doper. De nieuwe Johannes de Doperkerk staat ongeveer 225 meter oostelijker.

## Geschiedenis
Ongeveer in de 11e eeuw werd de toren gebouwd. De opbouw van de toren is zodanig versterkt dat ze in vroegere tijden gebruikt werd door de bevolking als er gevaar dreigde. Toen lag de enige ingang van de toren in de kerk.
In de 13e eeuw wordt de naam van de parochie voor het eerst vermeld.
Kort na 1513 ongeveer heeft men de oude toren verhoogd met de verhoging opgetrokken in baksteen.
In 1507 werd er een laatgotisch koor gebouwd.
In 1513 werd het laatgotische schip gebouwd en werd het koor ingewijd.
In 1614 vernieuwde men de gewelven en het dak van het schip.
In 1749 werden nieuwe kruisgewelven in het schip en het koor gebouwd.
In 1807 en 1820-1823 werden er herstelwerkzaamheden uitgevoerd waarbij de toren een nieuwe spits kreeg.
In 1922 werd de nieuwe Johannes de Doperkerk in gebruik genomen en sloot men het Kleine Kerkje.
In 1939-1940 werd het kerkje gerestaureerd en daarna in gebruik genomen als devotiekapel.
Sinds 1966 is de kerk een rijksmonument.

## Opbouw
Het laatgotische georiënteerde hallenkerkje bestaat uit een lage, vlakopgaande westtoren, een driebeukig bakstenen schip met drie traveeën en een smaller driezijdig gesloten bakstenen koor met twee traveeën.
De toren is in de onderste 13 meter in Nievelsteiner zandsteen en veldkeien opgetrokken, daarboven en aan de westzijde is baksteen gebruikt. Ook is er in het onderste gedeelte bouwmateriaal uit de Romeinse tijd te zien, waaronder halfbekapte stenen, dakpanfragmenten en twee nog herkenbare Romeinse mijlpalen (Mijlpalen van Eygelshoven), die tijdens de restauratie van 1939 zijn geborgen. De toren heeft een ingang, een klein vierkant raam, in de drie niet aan het schip grenzende zijden een rondboogvormig galmgat met één galmbord en een achtzijdige ingesnoerde torenspits.
Het schip heeft smalle zijbeuken en wordt gedekt door een ribgewelf opgetrokken in mergel en baksteentjes. Het schip en het koor hebben steunberen met ertussen spitsboogvensters, worden ieder gedekt door een eigen zadeldak van leien en op het noordelijke schipdak bevindt zich een dakkapel.